# ナンシー美紀
ナンシー美紀（1954年12月29日 - ）は、日本の歌手・女優。旧芸名：ナンシー。広島県出身。かつて東宝芸能に所属していた。

## 略歴
父は日系二世、母はアメリカ人と日本人の混血で、ナンシーはクォーター（日系三世）。大学では演劇部に在籍。1974年にナンシーの芸名で、花王のCMで芸能界デビュー。同年、コロムビアからシングル「まちかど」で歌手デビューした。またフジテレビの『リブ・ヤング!』に1974年12月11日放送分から出演し、広島弁でメイン司会の愛川欽也と渡り合った。その後、ナンシー美紀と改名し、映画、テレビドラマに出演した。
当時公表していたサイズは身長164cm、B83cm、W59cm（または58cm）、H88cm（または86cm）（1977年当時）。ハワイで育ったこともあり、アグネス・ラムとは友人同士だったとのこと。

## 出演

### 映画
- 青年の樹（1977年、東宝） - 水島宏美
- 白熱デッドヒート（1977年、東宝） - 荒井の女

### テレビドラマ
- 火曜日のあいつ（1976年8月31日放送、TBS） 第20話「颯爽!オートバイ娘 トラック野郎の片思い」
- 九丁目、泣いて笑った交差点女の中の男一匹（1976年、日本テレビ）
- 俺たちの朝（1976年～1977年、日本テレビ） - 田沼泰子
- 気まぐれ天使（1976年～1977年、日本テレビ） 第32話「母をたずねて今日も又……」 - アグネス・ハム
- 華麗なる刑事（1977年、フジテレビ） 第18話「香港から来た刑事」
- 土曜ワイド劇場（1977年10月15日放送、テレビ朝日）「名探偵・金田一耕助 横溝正史の吸血蛾 美しき愛のバラード」

### バラエティ
- リブ・ヤング!（1974年12月11日～、フジ）

### CM・広告
- 花王（1974年）

## ディスコグラフィ

### シングル
1. まちかど（1974年、コロムビア）
  - 作詞：あさひな知彦 / 作曲：井上忠夫 / 編曲：高田弘

（c/w　しあわせが多すぎて）